# باززایی (گیاه‌شناسی)
تولید گیاه از پروتوپلاست، سلول‌های منفرد و نمونه‌ای از بافت گیاهی به دلیل وجود خاصیت پرتوانی، باززایی نام دارد.
گیاه باززا شده کاملاً مشابه گیاهی است که سلول‌های آن در باززایی مورد استفاده قرار گرفته‌اند. باززایی گیاه از طریق روش‌های کشت بافت، اساس روش‌های فناوری زیستی و اصلاح گیاهی می‌باشد.